# 5596 Morbidelli
5596 Morbidelli è un asteroide della fascia principale. Scoperto nel 1991, presenta un'orbita caratterizzata da un semiasse maggiore pari a 2,1748304 UA e da un'eccentricità di 0,0844716, inclinata di 4,23425° rispetto all'eclittica.
È stato così nominato in onore dell'astronomo italiano Alessandro Morbidelli.